# Sericochroa marcidana
Sericochroa marcidana är en fjärilsart som beskrevs av William Schaus 1939. Sericochroa marcidana ingår i släktet Sericochroa och familjen tandspinnare. Inga underarter finns listade i Catalogue of Life.